# Diplomatie du panda

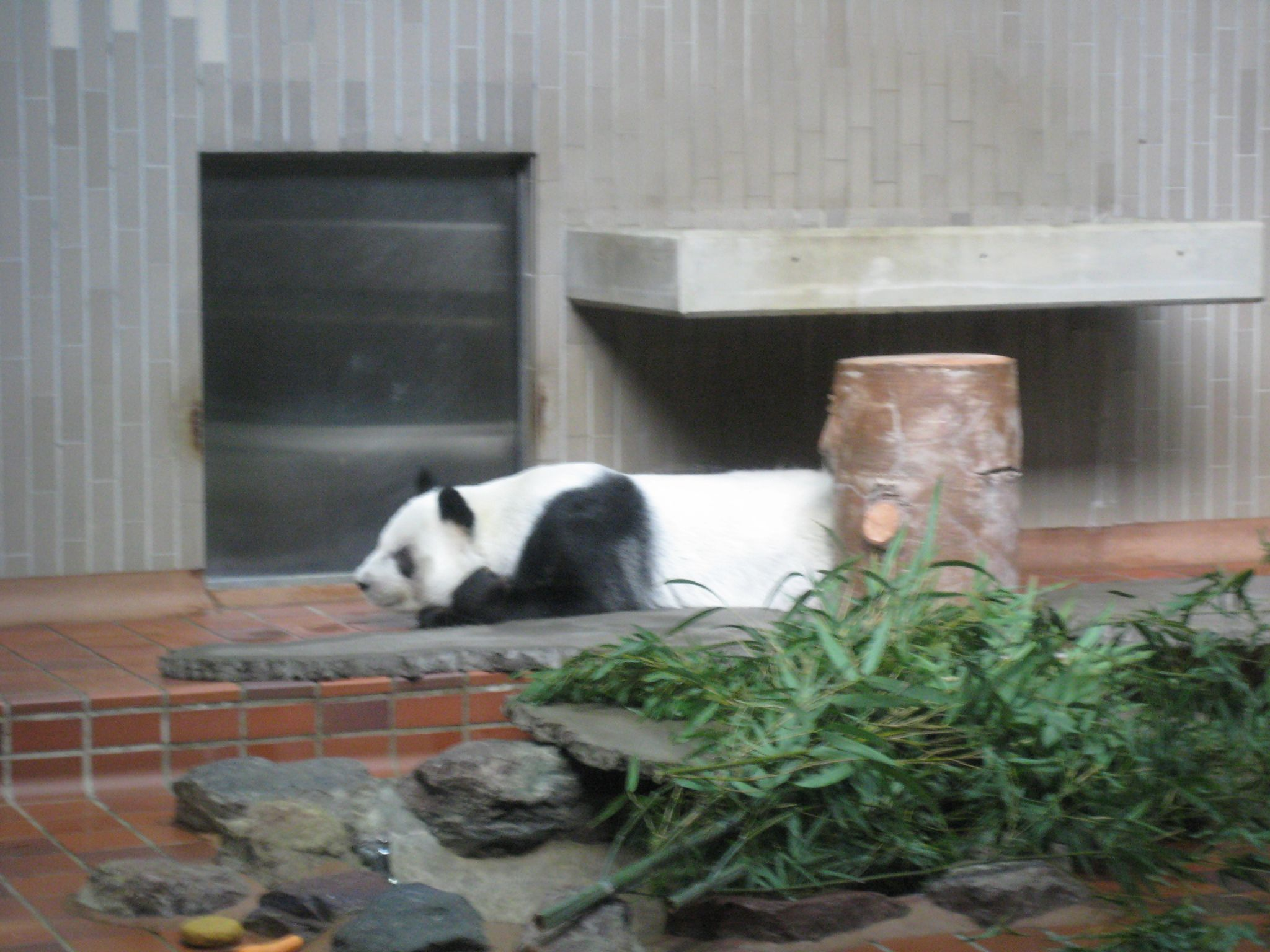
Le panda géant Ling Ling, donné par la Chine au Japon.

La diplomatie du panda est une pratique utilisée par la Chine consistant à « offrir » des pandas géants en cadeau afin de sceller ou améliorer des relations diplomatiques avec un autre pays. Cette pratique, née sous la dynastie Tang (618 – 907) a connu un renouveau remarquable sous la République populaire de Chine maoïste. 
La « diplomatie du panda » est un concept tout autant pragmatique qu'équivoque.
En effet, dans la culture chinoise le paisible panda est considéré comme un « trésor national », symbole d'équilibre entre la force et la sagesse, dont la forme et les couleurs rappellent le rapport entre yin et yang.
Cependant, cette notion est bien différente de l'approche materialiste qu'ont les occidentaux d'un « trésor national ». C'est pourquoi il est diplomatiquement clair qu'un tel cadeau ne peut pas être refusé par le destinataire sans immanquablement le rendre responsable de provoquer une tension interétatique. Ainsi, sa « valeur immatérielle » mais non moins émotionnelle a-t-elle été utilisée même indirectement par la Chine pour amadouer les antagonismes ou attirer les investisseurs occidentaux par le biais de l'émotion, tout en limitant les « appétits affairistes » d'entrée de jeu. Rares ont été les échecs,,.
Dans les rapports politiques interculturels, le message a visiblement parfaitement été compris puisque depuis des siècles, aucun État ne l'a jamais remis en cause de quelque manière que ce soit.
En revanche, écologistes et environnementalistes, guidés par de bien différentes valeurs morales et préoccupations matérielles, l'ont « naturellement » mis en question, si bien que la politique chinoise du don de l'animal a officiellement cessé en 1984. Mais aussi cynique que résiliente, la Chine a opéré un changement de forme de cette « diplomatie du panda », remplaçant le don par de bien plus lucratifs prêts à long terme (généralement 10 ans) accordés à des zoos étrangers pour quelques millions de dollars par an et par animal,.

## Historique
Après avoir été apprécié pour ses vertus nourrissantes pendant la préhistoire, le panda entame une carrière politico-diplomatique au plus tard au IIe siècle av. J.-C. En effet, lorsque l'Impératrice Dowaga Bo, mère de Wen Di (quatrième Empereur de la Dynastie Han), mourut, entre 179 et 163 avant Jésus-Christ, elle fut enterrée dans le Mausolée royal de Nangling, près de Xi'an, avec un crâne de panda.
Sous les Jin, au IIIe siècle après Jésus-Christ, le panda, paisible et végétarien, devint symbole de paix: hisser un étendard à son effigie lors d'un affrontement était le signe qu'un armistice était demandé.
Le panda permettait également le témoignage d'estime. Lors d'un banquet dans la ville de Xi'an, aujourd'hui capitale de la province du Shaanxi, Li Shimin, Empereur de la Dynastie Tang (de 618 à 907 après Jésus-Christ) aurait fait cadeau de peaux de panda à quatorze de ses sujets. De même, Wu Zetian, Impératrice de 690 à 705 après Jésus-Christ, aurait offert deux pandas géants vivants et soixante-dix peaux de panda géant à l’empereur japonais comme marque d'amitié. C'est là le premier cas rapporté où le panda géant est utilisé comme cadeau diplomatique.
La « Diplomatie du panda » est ainsi dénommée à partir de 1949, c'est-à-dire à l'avènement de la Chine Communiste. L'initiative en revient directement à Mao Zedong, visiblement convaincu par l'efficacité des méthodes de l'impératrice Wu Zetian. Parallèlement, en 1961 le panda devient le logo de la plus célèbre organisation de défense de la Nature, le WWF.
Entre 1957 et 1982, la Chine a donné 23 pandas à neuf pays , et son succès le plus retentissant est la consécration de la reprise des relations diplomatiques et commerciales avec les États-Unis en 1972 lors de la visite de Richard Nixon en Chine: Ling-Ling et Hsing-Hsing ont alors été offerts au zoo de Washington mettant fin à 25 ans de rupture diplomatique.
À partir de 1984, la Chine cesse officiellement la pratique du don de panda et modifie sa politique, de sorte que les pandas seraient loués plutôt qu'offerts. La Chine a commencé à proposer des pandas à d'autres pays uniquement sous forme de bail de dix ans. Les conditions standard du bail comprennent des frais pouvant atteindre 1 million de dollars par an et une disposition selon laquelle tous les oursons nés pendant la période de location deviennent la propriété de la République populaire de Chine,,.
En 2016, la population de pandas survivants à l'état naturel est estimée à 1864, vivant principalement dans des réserves naturelles des provinces du Sichuan, Gansu et du Shaanxi. Le don de Panda est donc remplacé par des prêts pour une durée de 10 ans, dans le but de conduire des études scientifiques ; ces prêts ne se font pas sans contrepartie et les zoos recevant les animaux doivent payer une somme qui dépend de plusieurs facteurs, dont le nombre de visiteurs. Pour certains zoos américains ou japonais, la somme peut atteindre un million de dollars par an et plus en cas de naissance.
Les évènements liés aux pandas sont décryptés et analysés du fait de cette « politique du panda ». Par exemple, en janvier 2006, le Secrétaire d'État adjoint américain, Robert Zoellick, a été photographié embrassant un bébé panda de 5 mois lors de sa visite à la province du Sichuan. L'image a été largement diffusée par les médias chinois et a été prétendument interprétée comme un signe que Zoellick soutenait de meilleures relations entre la Chine et les États-Unis,
Selon le protocole chinois, les Premières dames des pays concernés jouent le rôle de marraine de ces animaux prêtés par la Chine.

## Prêts

### Australie
Wang Wang et Funi.

### Belgique
Hao Hao et Xing Hui, accueillis le 23 février 2014 par le Premier ministre belge Elio Di Rupo, et hébergés depuis au parc animalier Pairi Daiza. Le couple donne naissance à un jeune mâle en 2016, puis à deux nouveaux jeunes, un mâle et une femelle, en 2019,.

### Canada
Er Shun et Ji Li sont hébergés aux zoos de Toronto et Calgary depuis 2013.

### États-Unis
- Tian Tian et Mei Xiang
- Bai Yun
- Yun Zi (né aux États-Unis à San Diego)
- Su Lin, Hua Mei (nées aux États-Unis à San Diego)

### France

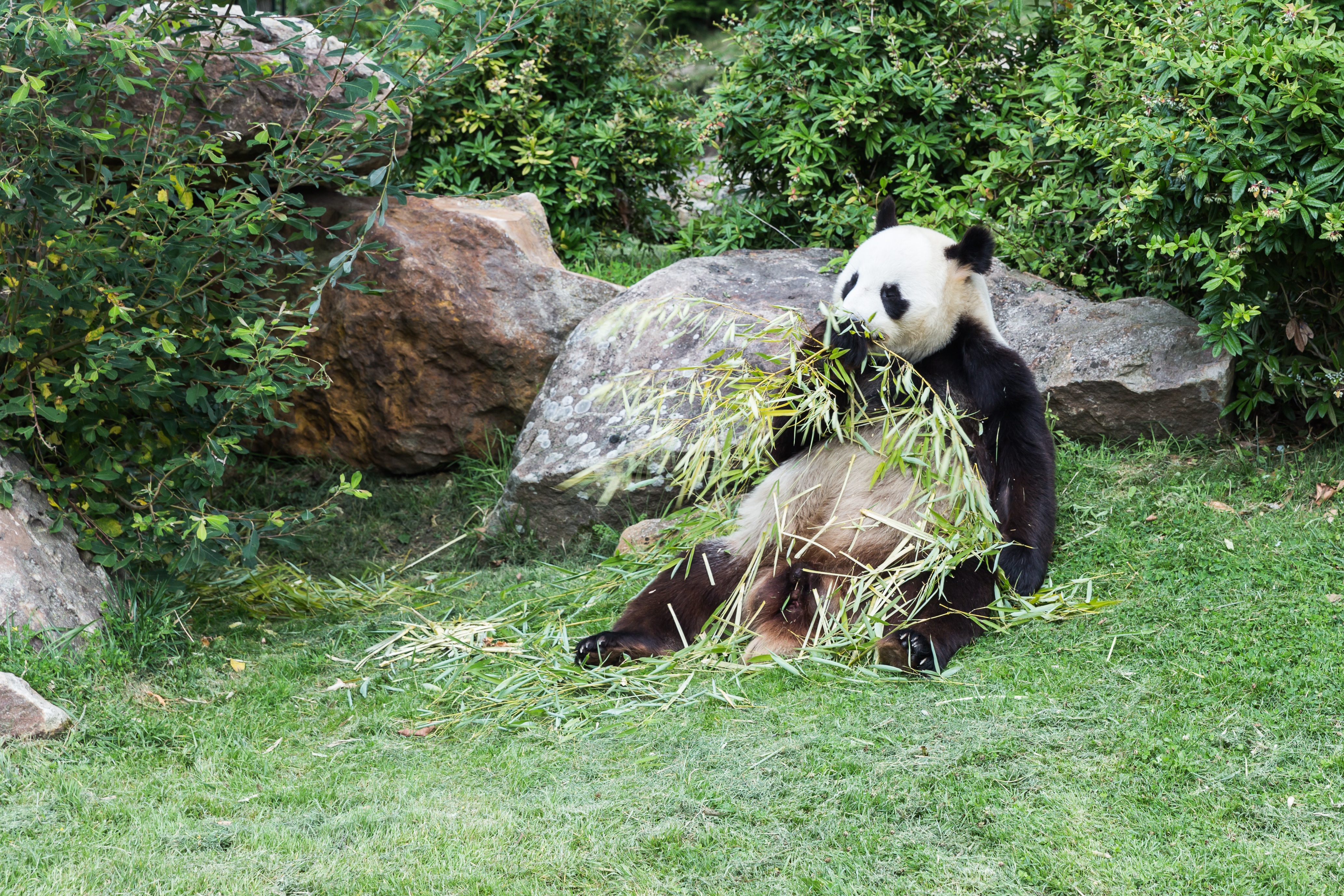
Panda géant mâle au ZooParc de Beauval à Saint-Aignan-sur-Cher, en France.

Durant le mandat du président Georges Pompidou, la France accueille un couple de pandas qui lui ont été offerts en cadeau en 1973. Le dernier des deux, Yen Yen, meurt en 2000 au zoo de Vincennes.
Le zoo de Beauval accueille depuis le 15 janvier 2012 un couple de pandas, Yuan Zi (rondouillard) et Huan Huan (joyeuse),. Selon les mots de l'ambassadeur de Chine en France, il s'agit de deux « émissaires d'amitié ». Cette fois-ci, ils seront prêtés moyennant un certain nombre de conditions. Le transfert a coûté 750 000 euros, et un don d'un million et demi d'euros a été fait à l'association chinoise des zoos,. Débutées en 2006, les négociations avaient été perturbées par une rencontre entre Carla Bruni et le dalaï-lama en 2008.

« Vous n'imaginez pas ce que représentent les pandas pour le gouvernement et pour le peuple chinois. On leur réserve un tel accueil parce que c'est le trésor national chinois. Quand la Chine accepte de prêter des pandas à un pays, c'est une immense preuve de confiance et d'amitié. »

— Rodolphe Delord, directeur du zoo-parc de Beauval
Deux pandas naissent au zoo en août 2017, dont un seul survit, puis deux autres en août 2021.

### Pays-Bas
La femelle Wu Wen (Magnifique et puissant nuage) et de son compagnon Xing Ya (Étoile élégante).

### Royaume-Uni
Chi Chi (1957-1972), panda femelle mascotte du zoo de Londres dans les années 1960-70.
Tian Tian et Yáng Guāng, pandas du zoo d'Édimbourg arrivés en décembre 2011.

### Japon
Ling Ling (décédé) fut le dernier panda offert en cadeau au Japon. Les autres pandas présents au Japon sont désormais des prêts (moyennant compensation financière).
Une polémique a lieu après que Shintaro Ishihara, le gouverneur de Tokyo, propose le 28 juin 2012 de nommer du nom des îles Senkaku, au cœur d'une dispute entre les deux pays, un bébé panda à naître de Zhen Zhen et Li Li. Il retourne ainsi la tradition chinoise de jouer sur les noms des pandas prêtés pour y inclure une charge symbolique et nationaliste. Le gouvernement chinois émet des protestations officielles.

### Taïwan
Tuan Tuan et Yuan Yuan sont deux pandas géants qui furent offerts par la République populaire de Chine (Chine continentale) à la République de Chine (Taïwan) en 2008. Les pandas sont proposés en 2005, mais l'administration de  Taïwan refuse de les accepter. Après les élections qui ont pour résultat un changement de président en 2008, Taipei accepte les pandas, qui arrivent à Taïwan le 23 décembre 2008.

### Thaïlande
Chuang Chuang et Lin Hui.
- Lin Bing (né en Thaïlande à Chiang Mai)